# Aeletes concentricus
Aeletes concentricus är en skalbaggsart som beskrevs av Sharp in Blackburn och Sharp 1885. Aeletes concentricus ingår i släktet Aeletes och familjen stumpbaggar. Inga underarter finns listade i Catalogue of Life.